# Uniformované složky

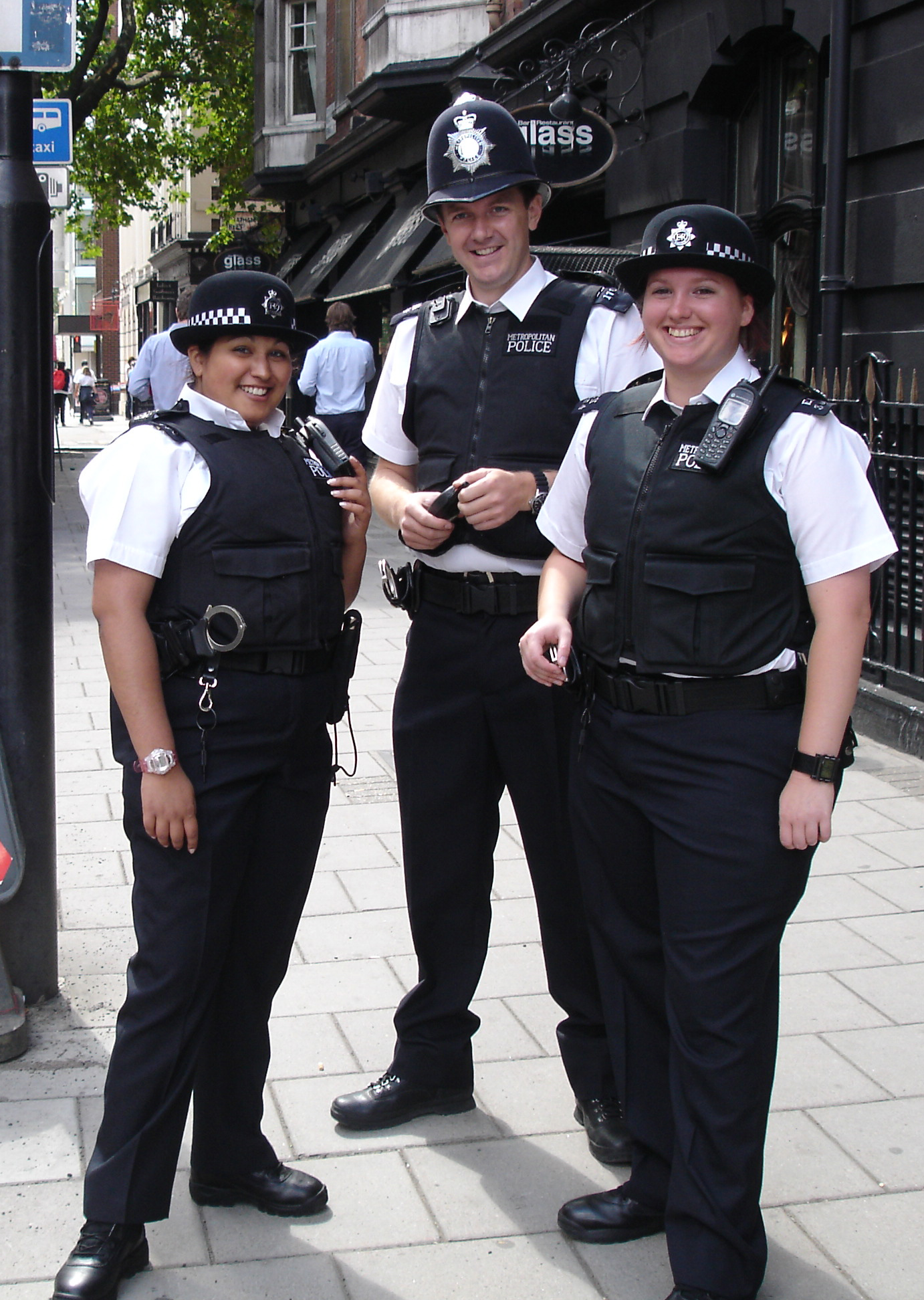
Příslušníci londýnské Metropolitní policie, 2007

Uniformované složky nebo také uniformované sbory jsou zpravidla státní organizace, jejichž příslušníci jsou zcela nebo částečně vojensky organizováni; to zahrnuje nošení uniformy, pozdrav salutováním, pořadovou přípravu, používání systému hodností a další prvky vojenské disciplíny. Jejich úkolem je zachovávat klid, bezpečnost a zdraví obyvatelstva. Jedná se o sbory jak ozbrojené (vojsko, policie, četnictvo), tak neozbrojené (např. hasiči). Tento pojem může zahrnovat také domobranu či povstalecké milice.

## Česko

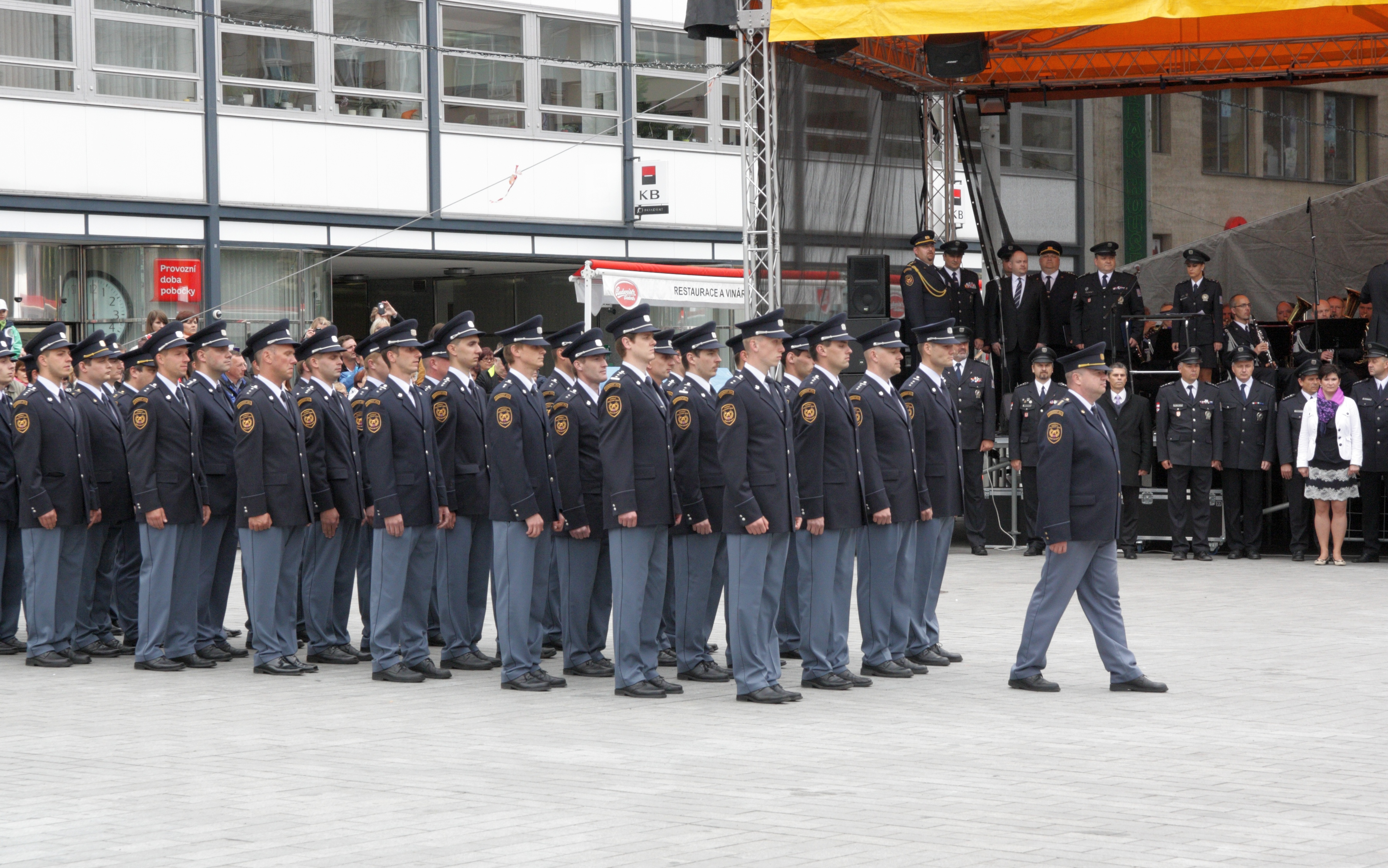
Noví příslušníci Policie a Hasičů při skládání slibu, 2014

### Ozbrojené síly
Ozbrojené síly ČR tvoří tři uniformované složky:
- Armáda,
- Vojenská kancelář prezidenta republiky, a
- Hradní stráž.

Uniformovaní vojáci dále slouží na Ministerstvu obrany a v jemu podřízených organizacích (např. Vojenská policie).

### Bezpečnostní sbory
Bezpečností sbory ČR tvoří sedm složek, nicméně příslušníci tří z nich nenosí uniformy (BIS, ÚZSI a GIBS). Uniformovanými složkami tedy jsou:
- Policie,
- Hasičský záchranný sbor,
- Celní správa a
- Vězeňská služba.

### Další organizace
Dalšími uniformovanými složkami působícími na lokální úrovni jsou:
- Obecní a městská policie,
- Sbor dobrovolných hasičů.

## Spojené státy americké

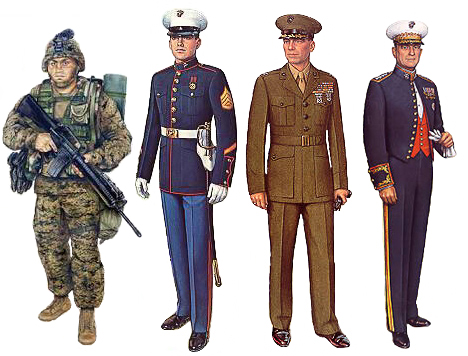
Různé uniformy příslušníků námořní pěchoty

Ve Spojených státech amerických je na federální úrovni osm uniformovaných složek:
- Armáda
- Letectvo
- Námořnictvo
- Námořní pěchota
- Pobřežní stráž
- Vesmírné síly
- Uniformovaný sbor Služby veřejného zdraví
- Uniformovaný sbor Národního úřadu pro oceán a atmosféru